# 林伽

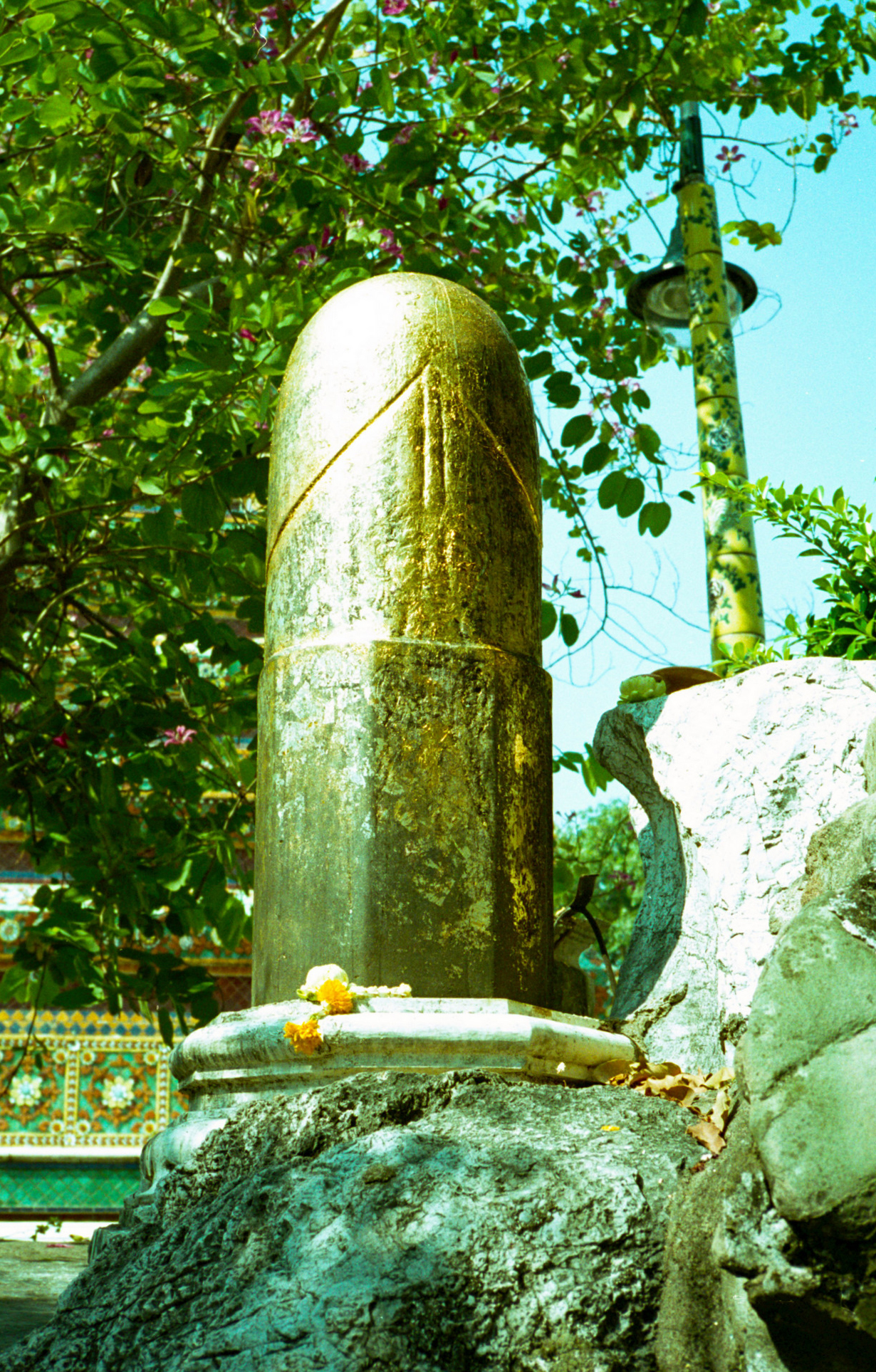
卧佛寺裡的林伽

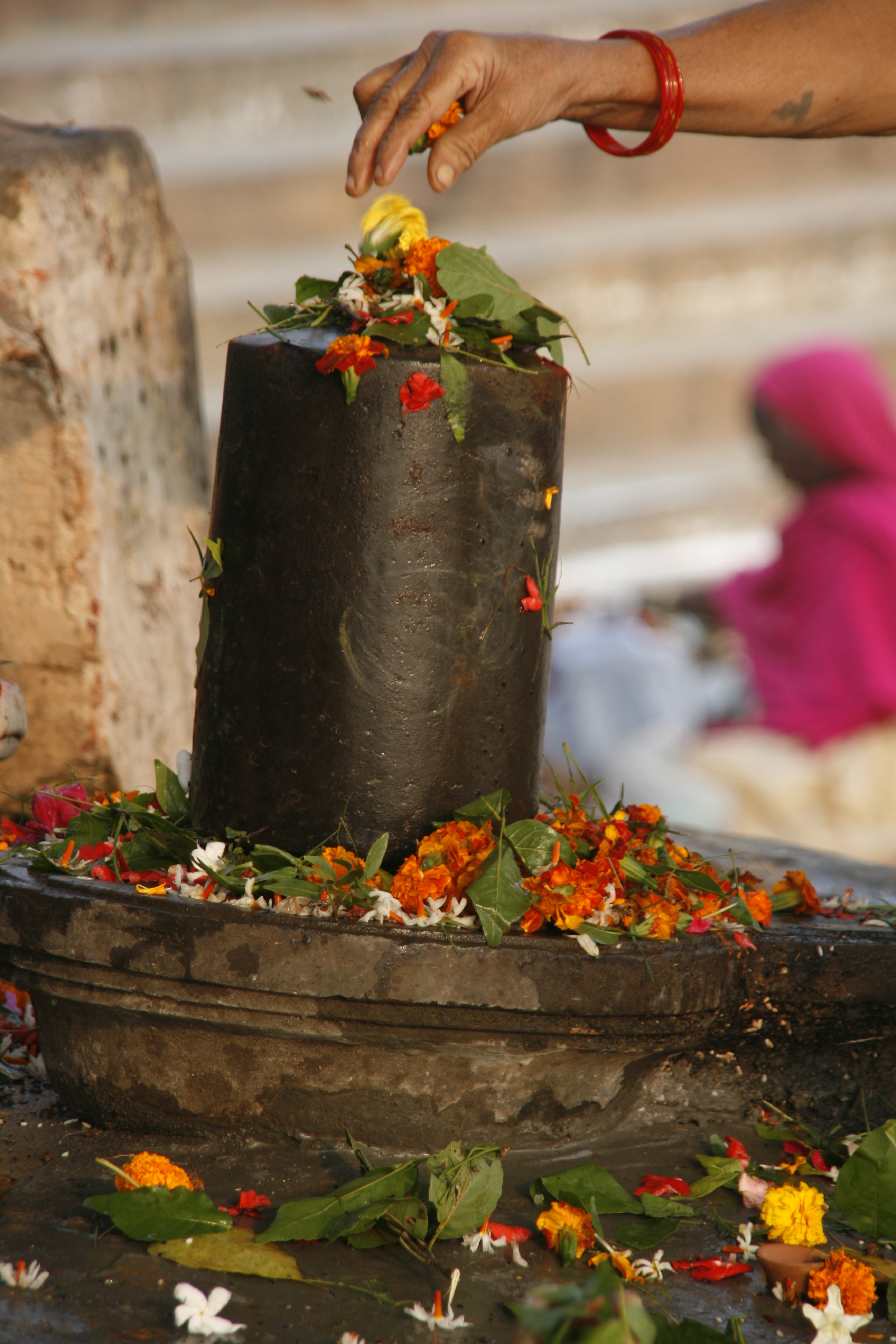
在瓦拉納西的信徒向林伽作出傳統的獻花禮

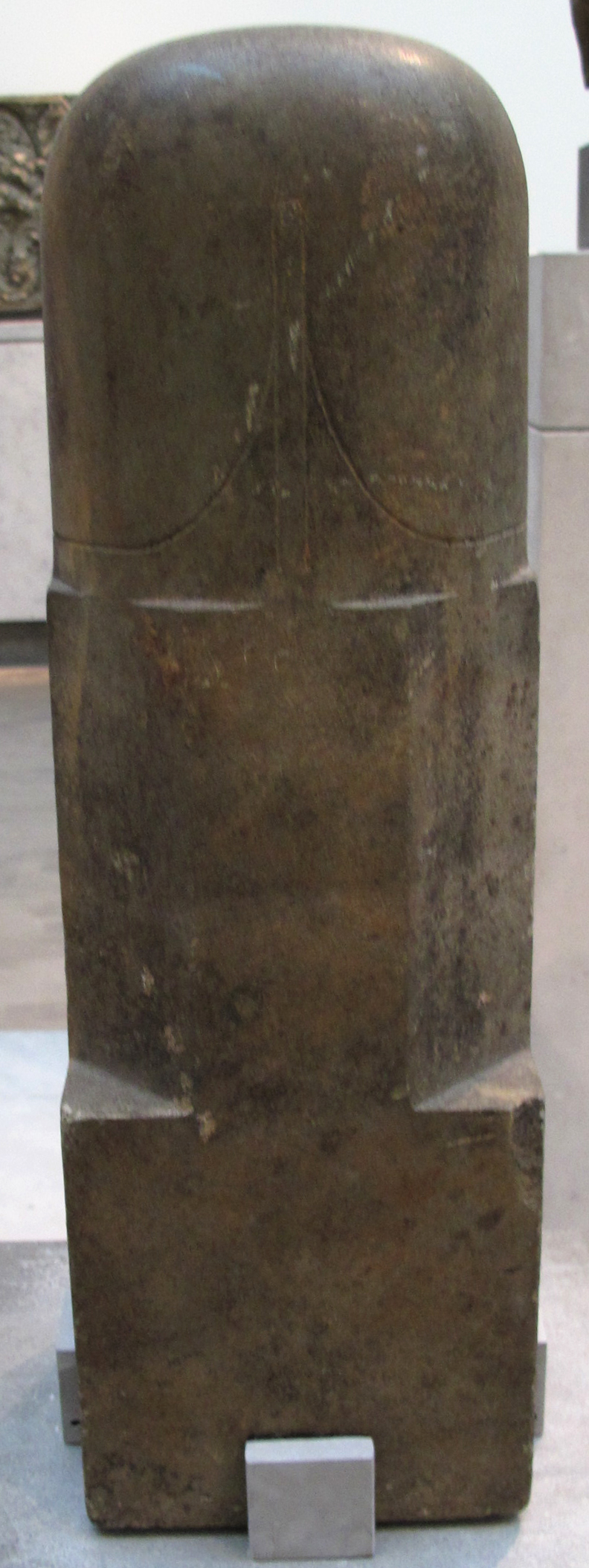
林伽分上中下三段，象征三神：上段截面圆形，代表湿婆；中段八角形，代表毗湿奴；下段方形，代表梵天

林伽（梵語：लिङ्ग，國際梵語轉寫字母：liṅga，字面意思是「標誌、符號或標記」），有時也稱為linga或Shiva linga，是濕婆教中印度教神濕婆的抽象或非偶像代表。 它通常是獻給濕婆神的印度教寺廟中的主要穆諦（梵語羅馬化：mūrti）或虔誠形象，也出現在較小的神殿中，或作為自我顯現的自然物體。 它通常在一個圓盤形平台中表示，即約尼—它的陰性對應物，由一個扁平元素組成，與垂直lingam相比是水平的，旨在允許液體奉獻物排出。 它們一起象徵著微觀宇宙和宏觀宇宙的融合，創造和再生的神聖永恆過程，以及女性和男性能量的結合，重新創造了所有存在。

## 語源
「濕婆」意為「吉祥」，而「林伽」意為「標誌」。因此，濕婆的林伽代表「吉祥的宇宙大神的標誌」。林伽也意味著，宇宙崩解之時所有的創造之物在此消亡殆盡。因此，根據印度教的思想，宇宙的創造、維持以及毀滅都出自同一位神，那就是象徵性代表濕婆神的林伽。
林伽一詞是標誌的意思，在不同情境下卻有特定的意義。瓦曼·希沃勒姆·阿普特（Vaman Shivram Apte）編纂的《實用梵英辭典》（The Practical Sanskrit-English Dictionary）更對林伽一詞下了另外十七種定義，包含以下這些：
- 虛假的或不真實的標誌；偽裝
- 疾病的徵候或標誌
- 污點
- 明證
- 性別的標誌
- 性愛的標誌
- 傳宗接代的男性性器官
- 語法上的性
- 神的形象；偶像
- 微妙的形體，宇宙萬物或可見色身的不滅之源（吠檀多學派）
- 光束

林伽是造物主的初始力量。人們相信在創造終止時，即大洪水發生時，濕婆的不同面貌在林伽裡展露無遺；眾多的林伽組成究提林迦，是濕婆的廟宇，在此濕婆以「究提林迦」的形象受人膜拜。
人們相信濕婆最初在參宿四當空的夜晚以究提林迦的面貌自我明證。眾多的究提林迦組成「斯瓦揚布」，意為「自体本源」、「自我證一」，也是膜拜濕婆的廟宇。
究提林迦的神性與光輝是無邊無盡的,是濕婆自身的明證；修行者藉此即可獲得解脫。

## 詮釋

### 《往世書》
《往世書》認為林伽是宇宙的起源。

《室犍陀往世書》尊林伽為宇宙的最高存在，主宰宇宙的創生與末日萬物的融入林伽。
आकाशं लिंगमित्याहु: पृथ्वी तस्य पीठिका।
आलय: सर्व देवानां लयनार्लिंगमुच्यते ॥
(स्कन्द पुराण)
無邊無盡的天空（宇宙）是林伽，地為其基座。在末日來臨之時，宇宙與眾神將融入林伽。

《林伽往世書》：
प्रधानं प्रकृतिर यदाहुर्लिगंउत्तम ।
गंध-वर्ण-रसहिंनं शब्द-स्पर्शादिवर्जितं ॥
亙古至先的林伽無色、無味、無聲、無形，被稱為原初物質（Prakriti），或者自然。

## 陽具詮釋
林伽其中一來源是印度河文明的生殖崇拜。

## 自然形成的林伽
林伽本來就自然形成的，正如我們的生殖器也是自然形成的。

## 林伽與瑜尼
林伽象征男性生殖器，而瑜尼象征女性生殖器，約尼的名字就是產道的意思。

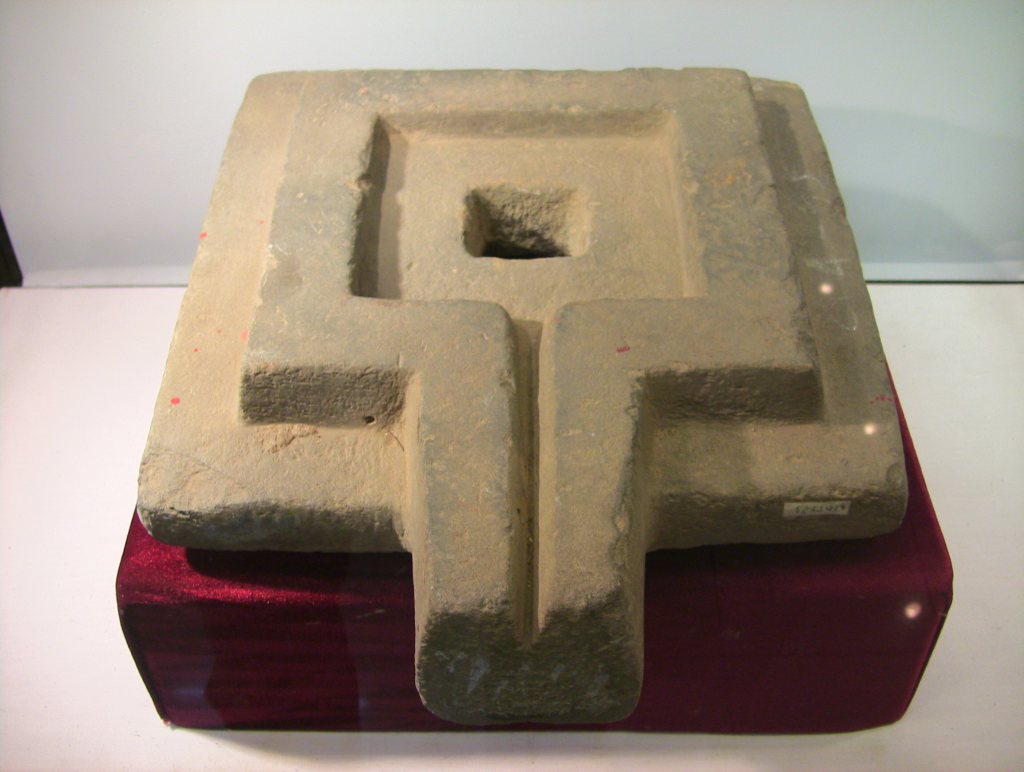
約尼（Yoni）
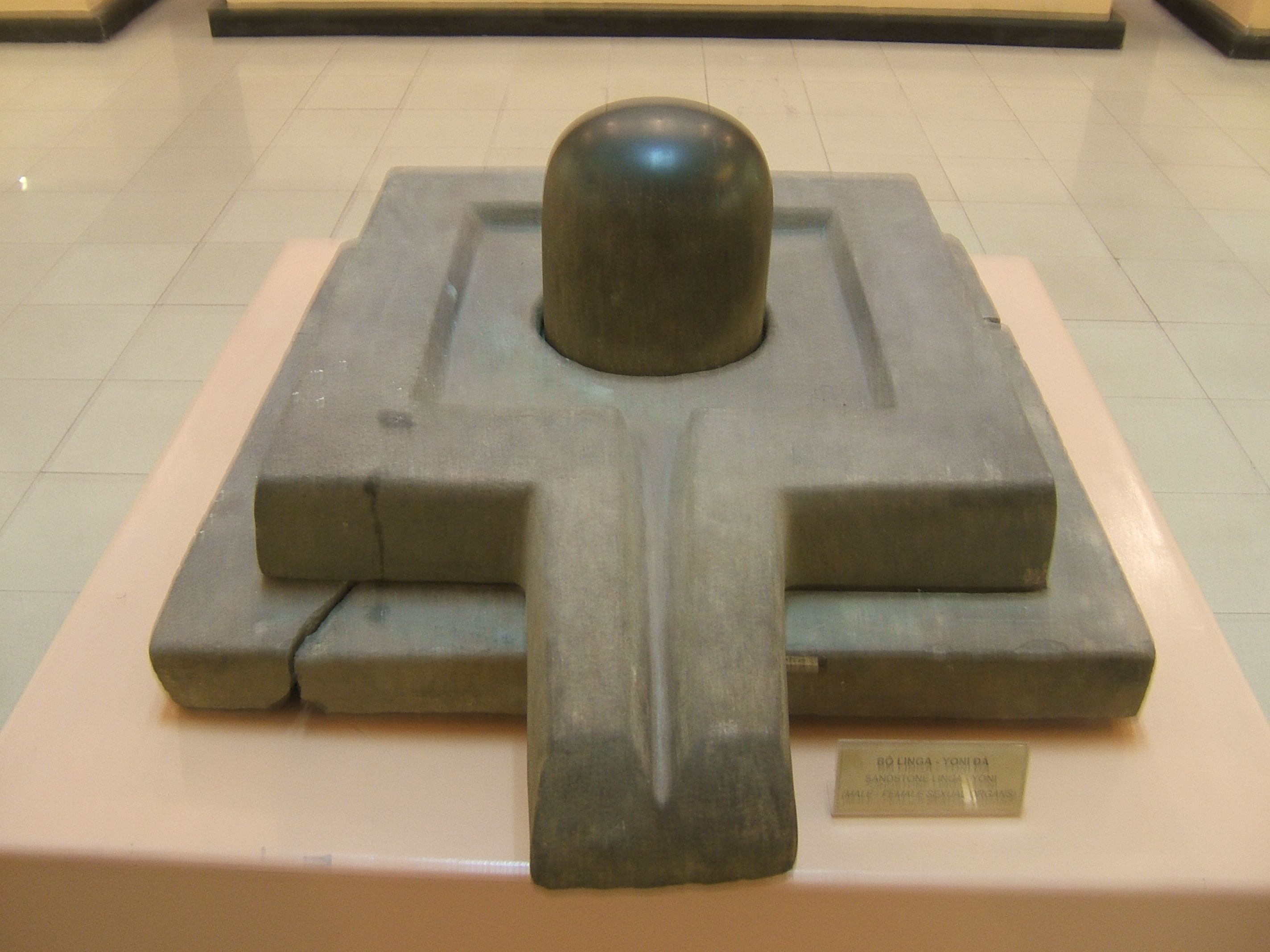
越南林同省吉仙考古遺址（英语：Cát Tiên archaeological site）出土的林伽與約尼組合
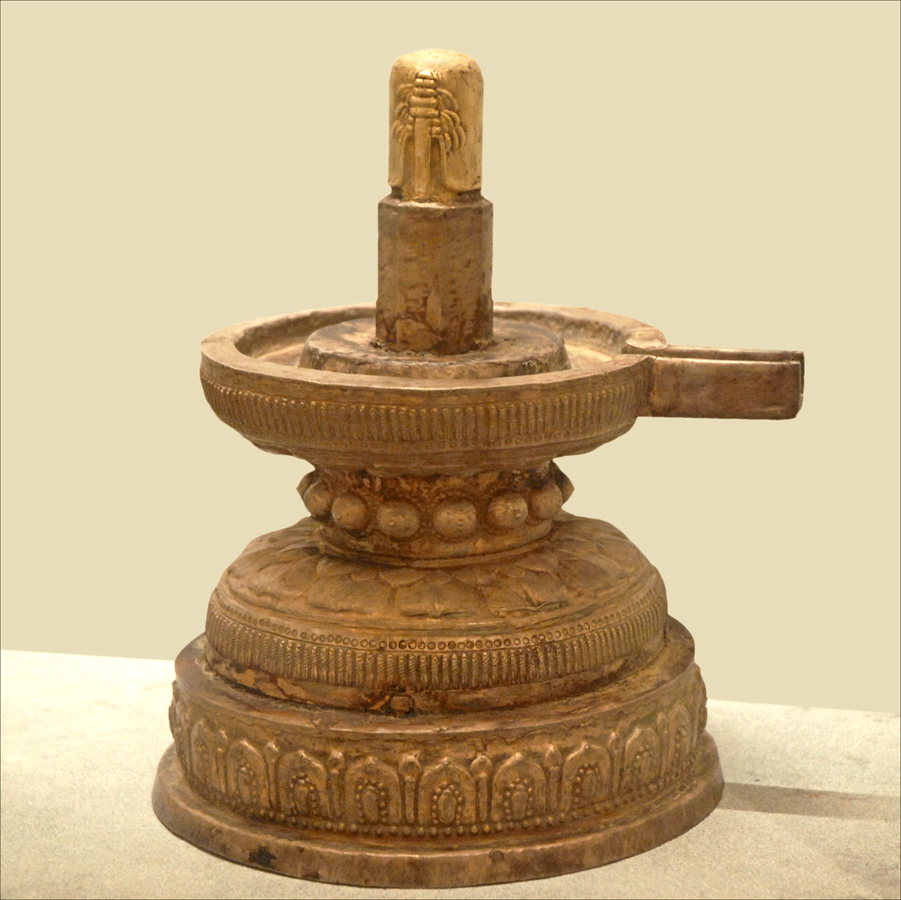
闍塔林伽和約尼（越南佔城）